# Kakaófahágó
A kakaó fahágó (Xiphorhynchus susurrans) a madarak (Aves) osztályának verébalakúak (Passeriformes) rendjébe, valamint a fazekasmadár-félék (Furnariidae) családjába és a fahágóformák (Dendrocolaptinae) alcsaládjába tartozó faj.

## Rendszerezése
A fajt William Jardine skót természettudós írta le 1847-ben, a Dendrocolaptes nembe  Dendrocolaptes susurrans néven, innen helyezték jelenlegi nemébe.

## Alfajai
- Xiphorhynchus susurrans confinis (Bangs, 1903)
- Xiphorhynchus susurrans costaricensis (Ridgway, 1888)
- Xiphorhynchus susurrans jardinei (Dalmas, 1900)
- Xiphorhynchus susurrans margaritae Phelps & W. H. Phelps Jr, 1949
- Xiphorhynchus susurrans marginatus Griscom, 1927
- Xiphorhynchus susurrans nana (Lawrence, 1863)
- Xiphorhynchus susurrans rosenbergi Bangs, 1910
- Xiphorhynchus susurrans susurrans (Jardine, 1847)[2]

## Előfordulása
Costa Rica, Guatemala, Honduras, Nicaragua, Panama, Trinidad és Tobago, valamint Kolumbia és Venezuela területén honos. A természetes élőhelye szubtrópusi és trópusi  síkvidéki és hegyi esőerdők, lombhullató erdők és száraz bokrosok, valamint ültetvények.

## Megjelenése
Átlagos testhossza 25 centiméter, testtömege 35-58 gramm.
|  |

## Külső hivatkozás
- Képek az interneten a fajról[halott link]
- Internet Bird Collection - videók a fajról
- Xeno-canto.org - a faj hangja és elterjedési területe